# Valle del Elqui
El valle de Elqui, llamado antiguamente también como valle de Coquimbo, es el espacio cultural desarrollado en la cuenca del río Elqui ubicada en la provincia de Elqui, región de Coquimbo, en Chile. El principal río de esta cuenca es el Elqui, que nace de la confluencia de los ríos Claro y Turbio, provenientes ambos de la cordillera de los Andes, y desemboca en el océano Pacífico en la ciudad de La Serena.
En este valle se encuentra ubicado uno de los tantos embalses que posee la región, el embalse Puclaro, que se encuentra a 432 m s. n. m. en un sector conocido como Angostura Puclaro y que tiene una capacidad de 200 millones de m³ de agua y 760 ha.

## Descripción
El valle se beneficia de su principal recurso hídrico ubicado en la cordillera de Los Andes, el Embalse de la Laguna, cuya cuenca congelada se alimenta de las nevadas de entre los meses de Junio y Agosto, cuyo deshielo provee al río Turbio y que, junto a sus largos períodos de sol durante el año, permiten excelentes condiciones para la producción de frutas, vegetales y, especialmente, el cultivo de uvas para exportación y para la producción local de pisco. El clima es estepárico, con nublados abundantes en la costa y gran sequedad atmosférica y cielos limpios hacia el interior; en la cordillera las temperaturas son más bajas por efecto de la altitud. 
Al tener uno de los cielos más claros del hemisferio sur, razón por la cual diversas organizaciones internacionales han instalado observatorios astronómicos en las cumbres de los cerros Pachón y Tololo.
Vicuña, es su principal ciudad y lugar donde nació la poetisa chilena Gabriela Mistral, ganadora del Premio Nobel de Literatura el año 1945 y del Premio Nacional de Literatura de 1951. 
Es uno de los lugares más visitados del norte chico chileno, y es considerado un polo energético y asociado al fenómenos ovni por las comunidades que realizan actividades esotéricas en él. Posee atractivos turísticos, como el Museo Gabriela Mistral, el Observatorio educativo Mamalluca, Viña Cavas del Valle, considerada la más alta de Chile, la planta de producción de Pisco CAPEL, y las cocinas solares de Villaseca.

## Historia del valle de Elqui

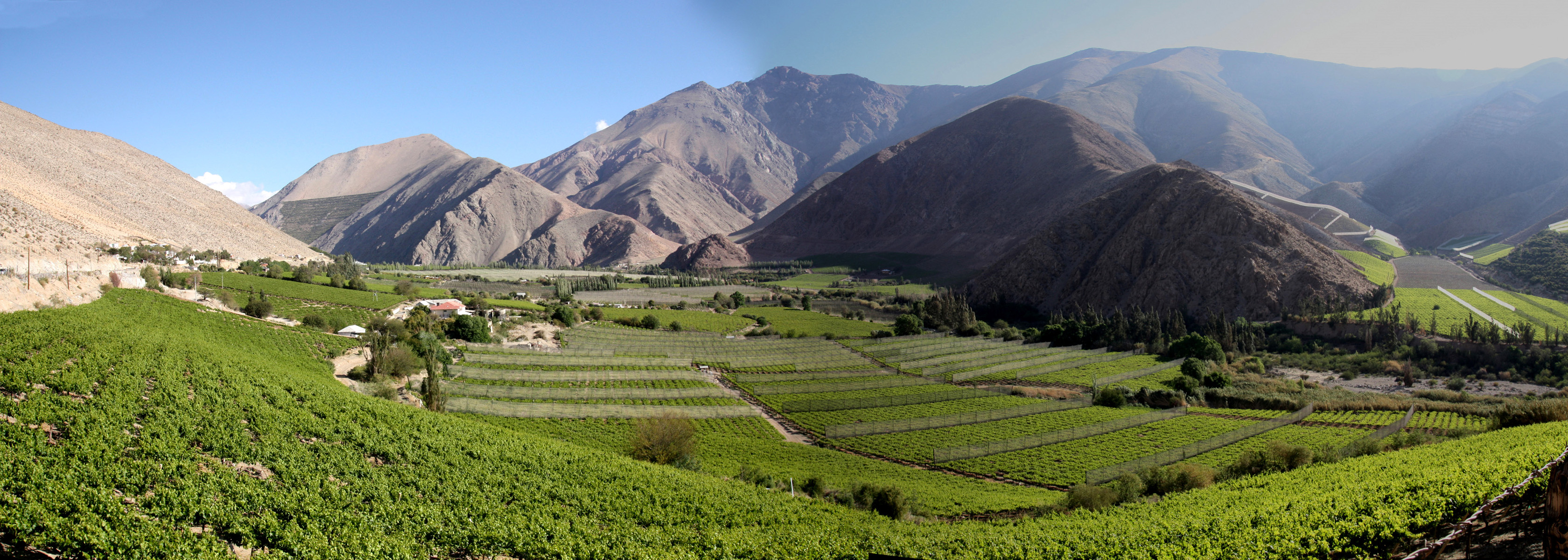
Paisaje del Valle de Elqui en 2009.

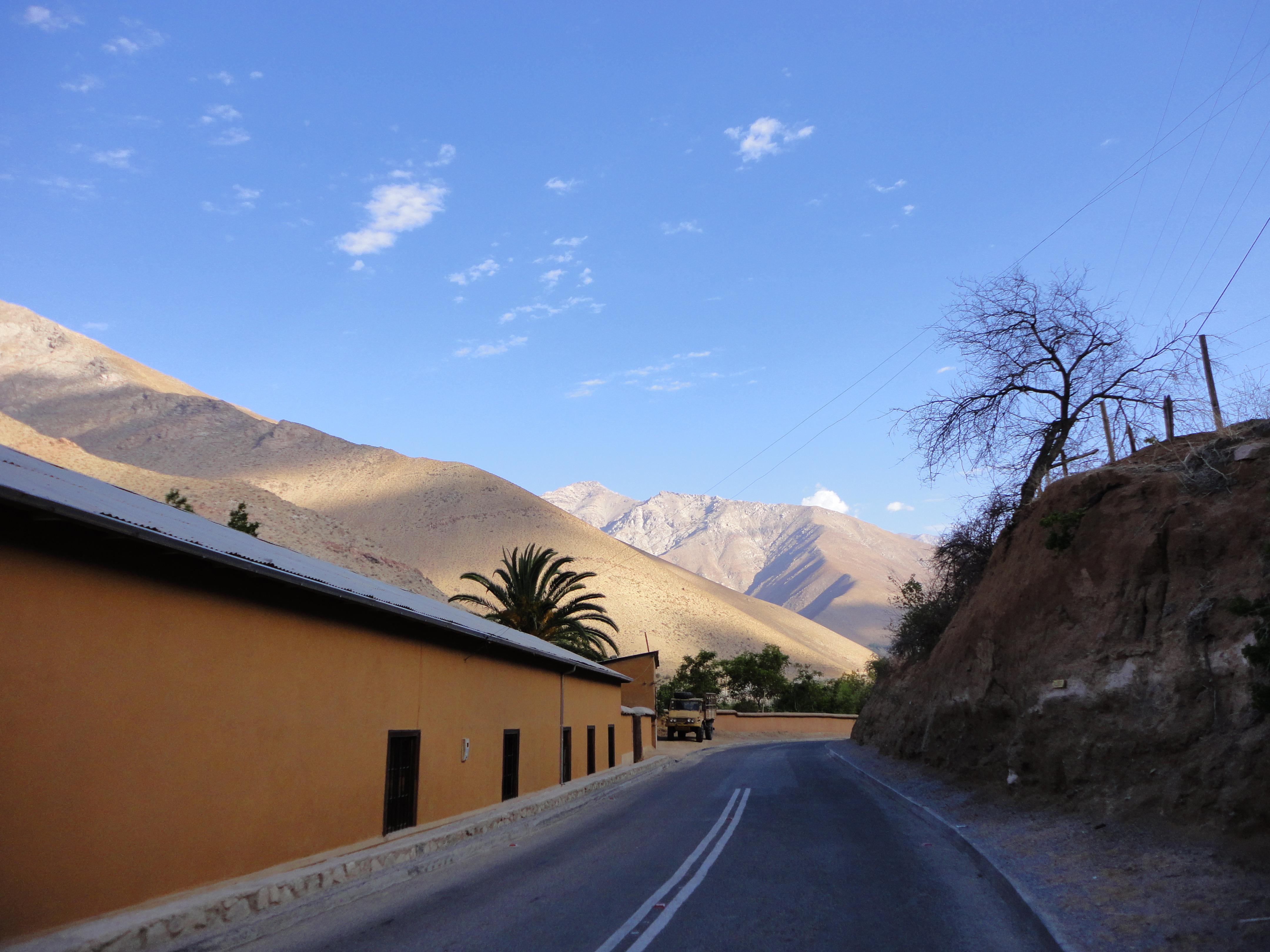
Calles de Pisco Elqui, una de las localidades insertas en el valle.

### Cultura indígena
Diversos autores sostienen que la primera sociedad que se difunde en los valles transversales del Norte Chico fue la cultura El Molle, que en sus inicios combinaban el cultivo con la caza y la recolección hasta transformarse, con el tiempo, en agricultores plenos con desarrollo de alfarería y cerámica roja y pulimentada, además de trabajar la piedra y el cobre.
Destacan los sitios arqueológicos de Cochiguaz y Alcohuaz, donde disponían de suelos y agua para una exitosa actividad agrícola. Se caracterizan por una elevada complejidad cultural, puesto que ya conocían la metalurgia; en una primera etapa trabajaban el cobre por fundición y martillaje, para posteriormente agregar el oro y la plata, además de técnicas de laminado, trefilado, repujado y aleación. En una etapa posterior llega a la misma región el pueblo Diaguita, llamada así por el estudioso Ricardo Latcham debido a sus semejanzas con la cultura diaguita argentina.
Su llegada al sector data de aproximadamente un milenio en el valle de Elqui; mantuvieron contacto con la cultura El Molle, de la cual aprendieron el trabajo y uso del cobre y otros metales. La cerámica típica comprendía el jarro-zapato, consistente en recipientes asimétricos, de boca ancha, con un asa y cuerpo desviado en dirección opuesta a ella; escudillas semiesféricas o “pucos” con dibujos en su interior, en rojo, blanco y negro y motivos geométricos.
Con el tiempo se emancipan liberándose de la influencia de El Molle, alcanzando un desarrollo creciente y propio. Destaca asimismo la cerámica denominada “totémica”, con recipientes zoo y antropomorfos, los llamados “jarros patos”, de cuerpo ovoide de uno de cuyos extremos se desprende una cabeza humana y del otro un gollete, ambos unidos por un asa arqueada, todo pintado de finos ornamentos geométricos. En Las Placetas, cerca de Paihuano, se ha identificado entierros del periodo clásico que acreditan uso de suelos en cultivos y pastoreos; a 112 km al oriente de las casas de la antigua Hacienda de Paihuano, se identificaron tres grupos de cementerios diaguitas con sepulturas clásicas y en tierra.
Es durante el apogeo de la cultura diaguita, hace unos 550 años, cuando se produce la expansión del Imperio incaico hacia el sur; los incas invaden el territorio de los diaguitas imponiéndose sobre estos debido a su superioridad guerrera y a la organización administrativa que poseían. Su gobernador local (Anien) probablemente se estableció en Altovalsol[cita requerida] y mantenía comunicación con el Perú a través del camino del Inka, que cada cierto tramo se encontraba con un refugio denominado tambo.
La cultura inca influye en los diaguitas en el mejoramiento de la producción agrícola, ganadería y minería y en las industrias caseras de alfarería y tejidos. Los incas aportan además escudillas, jarros con asa arriba y formas animales, nuevos motivos decorativos como triángulos y franjas en tablero de ajedrez.
Durante la ocupación inca, el valle se dividió en dos sayas o sectores: el alto, denominado «Elqui» o «Elque», y el bajo, llamado «Coquimbo» (de qulqi, 'plata' y tanpu, 'tambo'). Según diversos investigadores, el valle de Coquimbo (Elqui) fue el centro gubernamental del wamani o provincia de «Coquimbo», gobernado por el apunchic o máxima autoridad inca Anien.
La designación para el sector poniente del valle (Coquimbo) permaneció desde épocas prehispánicas hasta los mediados del siglo XX, tiempo en que este topónimo cayó en desuso para el valle y pasó definitivamente a denominar la bahía y el puerto.

### Conquista española hasta la actualidad

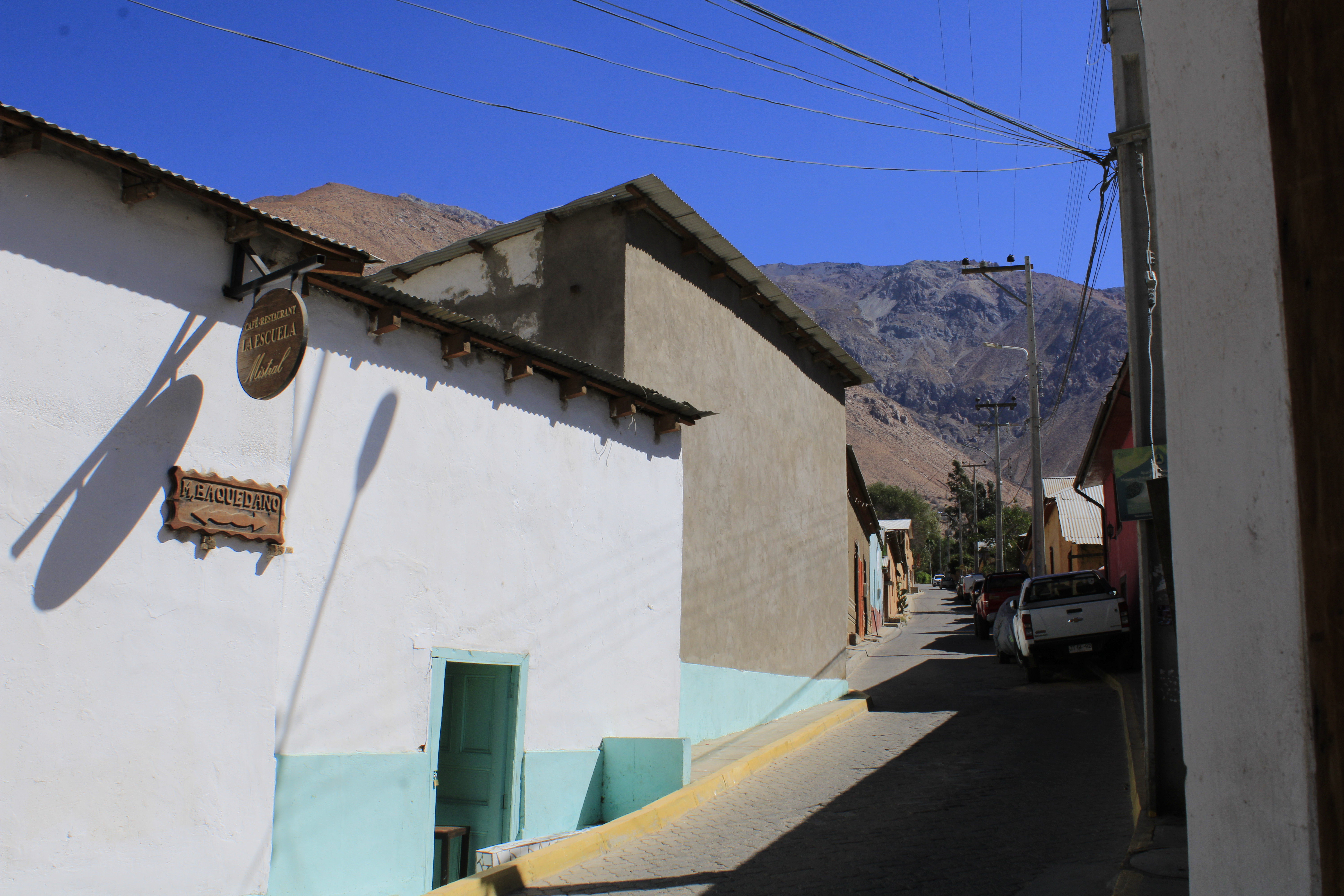
Calle Baquedano esquina Arturo Prat en la localidad de Pisco Elqui

El establecimiento de los españoles en La Serena, significó repartir la mayor parte de las tierras del valle de Elqui. La población indígena censada, que no superaba las 25.000 personas, probablemente como resultado del dominio inca, quedó reducida a algunos terrenos aislados, donde los encomenderos podían disponer de ellos.
Uno de los primeros españoles beneficiados por las mercedes de tierras fue el Conquistador Francisco de Aguirre, que recibió de Pedro de Valdivia la posesión de las estancias que poseía en el valle de Elqui hasta que en el año 1700 gran parte de estas tierras fueron compradas por Miguel Pinto de Escobar y Blanco y luego heredadas a su hijo Miguel Nicolás Pinto de Escobar y de las Cuevas, quien hizo productivo el valle con numerosos fundos y haciendas, entre ellas, una propiedad de considerable proporciones de nombre San Buenaventura de Montegrande (origen del pueblo de Montegrande) que contenía 70 mil parras y una bodega que alcanzaba los 80 metros cuadrados para almacenar vino y aguardiente.
Gracias a los dotes y ventas de tierras entre los descendientes, a finales del siglo XVIII, es posible de ver, además de las familias Aguirre y Pinto, a otros propietarios de tierras tales como Iglesias, Alcayaga, Peralta, Cortés, Iribarren, Rivera, Rojas, Egaña, Cisternas, Rodríguez, Varela, entre otras. 
El relieve del valle de Elqui, dificultoso y accidentado, marcado por el flujo del río Elqui y sus afluentes, planteó un lento avance en la explotación de productos propios del sector: viñas y alcoholes, que en definitiva son los que le darán nombradía al valle, siendo los descendientes de Francisco de Aguirre y de Miguel Pinto de Escobar y de las Cuevas iniciadores de la actividad vitivinícola del Valle de Elqui. Siendo herederos de la tradición en los siglos posteriores los empresarios Olegario Alba Peralta, Rigoberto Rodríguez, Juan de Dios Pérez de Arce, Pablo A. Rodríguez, Samuel Zepeda Ibáñez, Emmanuel Merani, Héctor Hernández Esquivel y la Cooperativa Agrícola Pisquera Elqui Limitada (CAPEL).

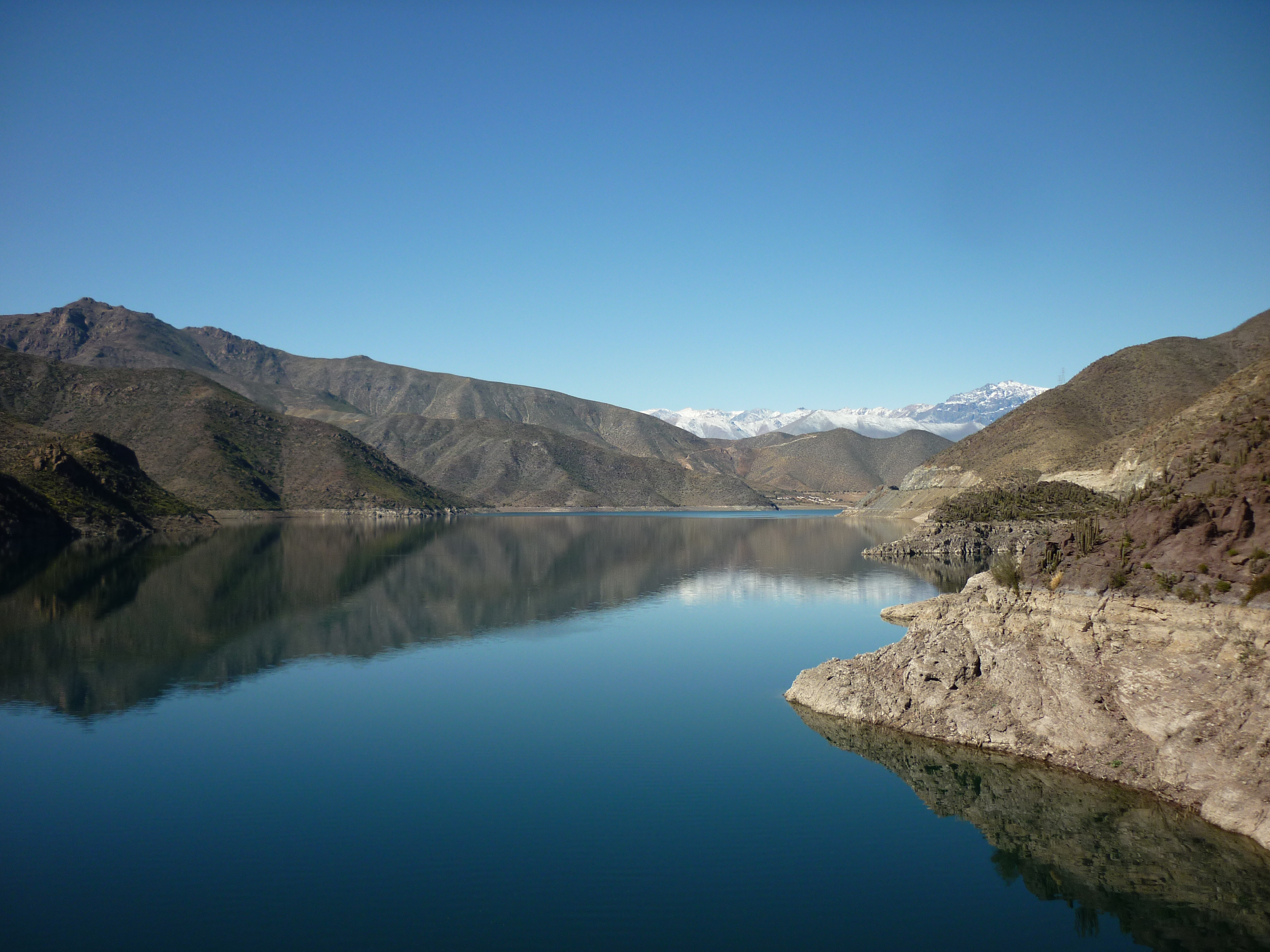
Embalse Puclaro

### Gabriela Mistral
La niñez de la Nobel Gabriela Mistral transcurre en estas tierras, especialmente en Vicuña y Montegrande, donde su hermana ejercía como profesora en la única escuelita existente; la futura poeta vive junto a ella y su madre en la escuela, cuando tenía entre 4 y 10 años de edad. Su vivencia en Montegrande, en contacto con la naturaleza y la inocencia de los niños del campo, hacen que la famosa poetisa hiciera a estos últimos destinatarios de su testamento.

### Teleseries
En este valle se filmó la teleserie de TVN "Borrón y cuenta nueva" durante el segundo semestre de 1998. En 2011 se filmó la teleserie también de TVN "Su nombre es Joaquín".